# Guinnevere
Pistes de Crosby, Stills & Nash
Marrakesh Express You Don't Have to Cry
Guinnevere est une chanson écrite par David Crosby en 1969, parue sur le premier album éponyme Crosby, Stills & Nash. Elle se caractérise par une mélodie et une instrumentation très sereines et des paroles elliptiques, qui comparent Guinnevere, la reine Guenièvre à l'objet des désirs de l'auteur.
Dans une interview à Rolling Stone, il explique : « C'est une chanson très inhabituelle, avec un accordage et une métrique très étranges. C'est à propos de trois femmes que j'aime. Une d'elles est Christine Hinton, mon ex petite amie décédée, l'autre est Joni Mitchell et la dernière est une personne que je ne peux pas nommer. Cela pourrait être ma meilleure chanson. » La chanson traite également de l'importance de la liberté. Elle a peut-être été écrite à propos de la reine Guenièvre du point de vue d'un homme s'adressant à une femme; il a été supposé que Crosby l'ait écrit à son sujet du point de vue de Sir Lancelot de l'ancienne tradition galloise. "Guinnevere" pourrait également faire référence à Nancy Ross, qui vivait avec David Crosby et (selon l'auteur David McGowan) "dessinait des pentagrammes sur un mur", comme il est fait mention dans la chanson. Elle quittera Crosby en 1966 pour Gram Parsons, le petit-fils d'un magnat des agrumes. Ces faits sont en corrélation avec la théorie de "Nancy Ross": dans la chanson, Crosby chante que Guinnevere "a dessiné des pentagrammes" et que "des paons ont erré sans but sous un oranger". 
Le coffret CSN de 1991 contient une version démo de la chanson jouée par Crosby à la guitare, Jack Casady de Jefferson Airplane à la basse et Cyrus Faryar du Modern Folk Quartet au bouzouki. Dans les notes de pochette, Crosby dit à propos de la chanson : "Quand tous mes amis écoutaient Elvis et le rock 'n' roll des années 1950, j'écoutais Chet Baker, Gerry Mulligan et le jazz de la côte ouest. Plus tard, je me suis impliqué dans la musique folk. Après avoir été expulsé des Byrds, je n'avais pas de plan, mais je suis retourné à mes racines, et donc "Guinnevere" est une combinaison de ces deux influences."

## Personnel
- David Crosby : guitare acoustique, chant
- Graham Nash : chant

## Reprises
Miles Davis a repris le titre en 1970 dans une version jazz fusion de 18 minutes, parue sur les albums Circle in the Round (1979) et The Complete Bitches Brew Sessions. Miles l'a joué pour Crosby en visite chez lui avant de le sortir sur disque. Crosby n'a reconnu aucune ressemblance entre la version de Davis et sa composition et Davis l'a expulsé de sa maison. Fin 2017, Crosby a tweeté qu'il avait changé d'avis à propos de l'enregistrement de Miles : "Enfin... après tant d'années sans l'avoir compris... j'ai écouté Miles et son groupe interpréter Guinnevere... et j'ai compris ..." 
Puis Herbie Mann enregistre sa propre version sur l'album Memphis Two-Step parut l'année suivante. 
David Crosby la reprend aussi sur son album live, King Biscuit Flower Hour Presents David Crosby en 1989, mais seul et sans l'ajout de la voix de Graham Nash, ce qui manque à cette réinterprétation d'ailleurs.